# Ottensheim
Ottensheim – gmina targowa w Austrii, w kraju związkowym Górna Austria, w powiecie Urfahr-Umgebung. Według Austriackiego Urzędu Statystycznego liczyła 4514 mieszkańców (1 stycznia 2015).